# Општина Сан Хуан Баутиста Тустепек (Оахака)
Сан Хуан Баутиста Тустепек (шп. San Juan Bautista Tuxtepec) општина је у Мексику у савезној држави Оахака. Општина се налази на надморској висини од 20 м.

## Становништво
Према подацима из 2010. у општини је живело 155766 становника.

### Хронологија
| Година       | 2000                   | 2005                   | 2010                   |
| ------------ | ---------------------- | ---------------------- | ---------------------- |
| Становништво | 133913 (64631 / 69282) | 144555 (69223 / 75332) | 155766 (74788 / 80978) |

### Попис
| \| \| м \| \| \| ж \| \| 0—2 \| 4.122 \| \| \| 4.128 \| \| 3—5 \| 4.762 \| \| \| 4.359 \| \| 6—11 \| 9.603 \| \| \| 9.217 \| \| 12—14 \| 4.528 \| \| \| 4.404 \| \| 15—17 \| 4.582 \| \| \| 4.662 \| \| 18—24 \| 9.446 \| \| \| 10.748 \| \| 60+ \| 6.229 \| \| \| 6.442 \| \| Просек : \| 28,5 \| \| \| 29,6 \| |       |  |  |        |
| |       |  |  |        |
| | м     |  |  | ж      |
| 0—2 | 4.122 |  |  | 4.128  |
| 3—5 | 4.762 |  |  | 4.359  |
| 6—11 | 9.603 |  |  | 9.217  |
| 12—14 | 4.528 |  |  | 4.404  |
| 15—17 | 4.582 |  |  | 4.662  |
| 18—24 | 9.446 |  |  | 10.748 |
| 60+ | 6.229 |  |  | 6.442  |
| Просек : | 28,5  |  |  | 29,6   |

| #   | Индикатор                                                                                        | Вредност |
| --- | ------------------------------------------------------------------------------------------------ | -------- |
| 1   | Становништво од 0 до 2 године                                                                    | 8250     |
| 2   | Мушко становништво од 0 до 2 године                                                              | 4122     |
| 3   | Женско становништво од 0 до 2 године                                                             | 4128     |
| 4   | Становништво са 3 и више година                                                                  | 146536   |
| 5   | Мушко становништво са 3 и више година                                                            | 70181    |
| 6   | Женско становништво са 3 и више година                                                           | 76355    |
| 7   | Становништво са 5 и више година                                                                  | 140480   |
| 8   | Мушко становништво са 5 и више година                                                            | 66988    |
| 9   | Женско становништво са 5 и више година                                                           | 73492    |
| 10  | Становништво са 12 и више година                                                                 | 118595   |
| 11  | Мушко становништво са 12 и више година                                                           | 55816    |
| 12  | Женско становништво са 12 и више година                                                          | 62779    |
| 13  | Становништво са 15 и више година                                                                 | 109663   |
| 14  | Мушко становништво са 15 и више година                                                           | 51288    |
| 15  | Женско становништво са 15 и више година                                                          | 58375    |
| 16  | Становништво са 18 и више година                                                                 | 100419   |
| 17  | Мушко становништво са 18 и више година                                                           | 46706    |
| 18  | Женско становништво са 18 и више година                                                          | 53713    |
| 19  | Становништво од 3 до 5 година                                                                    | 9121     |
| 20  | Мушко становништво од 3 до 5 година                                                              | 4762     |
| 21  | Женско становништво од 3 до 5 година                                                             | 4359     |
| 22  | Становништво од 6 до 11 година                                                                   | 18820    |
| 23  | Мушко становништво од 6 до 11 година                                                             | 9603     |
| 24  | Женско становништво од 6 до 11 година                                                            | 9217     |
| 25  | Становништво од 8 до 14 година                                                                   | 21476    |
| 26  | Мушко становништво од 8 до 14 година                                                             | 10972    |
| 27  | Женско становништво од 8 до 14 година                                                            | 10504    |
| 28  | Становништво од 12 до 14 година                                                                  | 8932     |
| 29  | Мушко становништво од 12 до 14 година                                                            | 4528     |
| 30  | Женско становништво од 12 до 14 година                                                           | 4404     |
| 31  | Становништво од 15 до 17 година                                                                  | 9244     |
| 32  | Мушко становништво од 15 до 17 година                                                            | 4582     |
| 33  | Женско становништво од 15 до 17 година                                                           | 4662     |
| 34  | Становништво од 18 до 24 године                                                                  | 20194    |
| 35  | Мушко становништво од 18 до 24 године                                                            | 9446     |
| 36  | Женско становништво од 18 до 24 године                                                           | 10748    |
| 37  | Женско становништво од 15 до 49 година                                                           | 45320    |
| 38  | Становништво са 60 и више година                                                                 | 12671    |
| 39  | Мушко становништво са 60 и више година                                                           | 6229     |
| 40  | Женско становништво са 60 и више година                                                          | 6442     |
| 41  | Однос између мушкараца и жена                                                                    | 92.36    |
| 42  | Становништво од нуле до 14 година                                                                | 45123    |
| 43  | Становништво од 15 до 64 године                                                                  | 100888   |
| 44  | Становништво од 65 година и више                                                                 | 8775     |
| 45  | Просечан број деце                                                                               | 2.2      |
| 46  | Становништво рођено у ентитету                                                                   | 127663   |
| 47  | Мушко становништво рођено у ентитету                                                             | 61181    |
| 48  | Женско становништво рођено у ентитету                                                            | 66482    |
| 49  | Становништво рођено у другом ентитету                                                            | 26471    |
| 50  | Мушко становништво рођено у другом ентитету                                                      | 12752    |
| 51  | Женско становништво рођено у другом ентитету                                                     | 13719    |
| 52  | Становништво од 5 година и више резидентно у ентитету у јуну 2005. године                        | 132278   |
| 53  | Мушко становништво старосног доба од 5 година и више, резидентно у ентитету у јуну 2005. године  | 62603    |
| 54  | Женско становништво старосног доба од 5 и више година, резидентно у ентитету у јуну 2005. године | 69675    |
| 55  | Становништво од 5 година и више које је живело у другом ентитету у јуну 2005. године             | 6324     |
| 56  | Мушко становништво старије од 5 година које је живело у другом ентитету у јуну 2005. године      | 3166     |
| 57  | Женско становништво старије од 5 година које је живело у другом ентитету у јуну 2005. године     | 3158     |
| 58  | Становништво од 3 године и више које говори аутохтони језик                                      | 21560    |
| 59  | Мушко становништво старо 3 године и више које говори аутохтони језик                             | 9729     |
| 60  | Женско становништво старо 3 године и више које говори аутохтони језик                            | 11831    |
| 61  | Становништво од 3 године и више које говори аутохтони језик и не говори шпански језик            | 430      |
| 62  | Мушко становништво старо 3 године и више које говори аутохтони језик и не говори шпански         | 83       |
| 63  | Женско становништво старо 3 године и више које говори аутохтони језик и не говори шпански језик  | 347      |
| 64  | Становништво старо 3 године и више које говори аутохтони језик и шпански                         | 20312    |
| 65  | Мушко становништво старо 3 године и више које говори аутохтони језик и шпански                   | 9328     |
| 66  | Женско становништво старо 3 године и више које говори аутохтони језик и шпански                  | 10984    |
| 67  | Становништво од 5 година и више које говори аутохтони језик                                      | 21431    |
| 68  | Становништво од 5 година и више које говори аутохтони језик и не говори шпански језик            | 429      |
| 69  | Становништво од 5 година и више које говори аутохтони језик и говори шпански језик               | 20197    |
| 70  | Становништво у домородачким домаћинствима                                                        | 46208    |
| 71  | Становништво са ограничењима у активностима                                                      | 7325     |
| 72  | Становништво са ограниченим ходањем или кретањем, горе или доле                                  | 3924     |
| 73  | Становници са ограничењима вида, чак и уз кориштење сочива                                       | 2285     |
| 74  | Становништво са ограничењима говора, комуникације или конверзације                               | 815      |
| 75  | Становништво са ограниченим слухом                                                               | 697      |
| 76  | Становништво са ограничењима при одевању, купању или јелу                                        | 342      |
| 77  | Становништво са ограничењима у опажању или учењу једноставних ствари                             | 363      |
| 78  | Становништво са менталним ограничењима                                                           | 698      |
| 79  | Становништво без ограничења активности                                                           | 146481   |
| 80  | Становништво од 3 до 5 година које не похађа школу                                               | 4616     |
| 81  | Мушко становништво од 3 до 5 година које не похађа школу                                         | 2481     |
| 82  | Женско становништво од 3 до 5 година које не похађа школу                                        | 2135     |
| 83  | Становништво од 6 до 11 година које не похађа школу                                              | 652      |
| 84  | Мушко становништво од 6 до 11 година које не похађа школу                                        | 368      |
| 85  | Женско становништво од 6 до 11 година које не похађа школу                                       | 284      |
| 86  | Становништво од 12 до 14 година које не похађа школу                                             | 585      |
| 87  | Мушко становништво од 12 до 14 година које не похађа школу                                       | 349      |
| 88  | Женско становништво од 12 до 14 година које не похађа школу                                      | 236      |
| 89  | Становништво од 15 до 17 година похађа школу                                                     | 6577     |
| 90  | Мушко становништво од 15 до 17 година похађа школу                                               | 3243     |
| 91  | Женско становништво између 15 и 17 година живота у школи                                         | 3334     |
| 92  | Становништво од 18 до 24 године похађа школу                                                     | 5703     |
| 93  | Мушко становништво од 18 до 24 године похађа школу                                               | 2778     |
| 94  | Женско становништво од 18 до 24 године похађа школу                                              | 2925     |
| 95  | Становништво од 8 до 14 година које не може да чита и пише                                       | 731      |
| 96  | Мушко становништво старосног доба од 8 до 14 година које не може да чита и пише                  | 438      |
| 97  | Женско становништво старосног доби од 8 до 14 година које не може да чита и пише                 | 293      |
| 98  | Становништво од 15 година и више које је неписмено                                               | 9804     |
| 99  | Мушко становништво од 15 година и више које је неписмено                                         | 3824     |
| 100 | Женско становништво од 15 година и више које је неписмено                                        | 5980     |
| 101 | Становништво старо 15 и више година без школовања                                                | 9598     |
| 102 | Мушко становништво старо 15 и више година без школовања                                          | 3879     |
| 103 | Женско становништво старо 15 и више година без школовања                                         | 5719     |
| 104 | Становништво старосног доба 15 и више година са непотпуним основним образовањем                  | 17786    |
| 105 | Мушко становништво старосног доба од 15 година и више са непотпуном основним образовањем         | 8253     |
| 106 | Женско становништво старосног доба 15 и више година са непотпуном основним образовањем           | 9533     |
| 107 | Становништво старо 15 и више година са комплетним основним образовањем                           | 17047    |
| 108 | Мушко становништво старо 15 година и више са комплетним основним образовањем                     | 7617     |
| 109 | Женско становништво старо 15 и више година са комплетним основним образовањем                    | 9430     |
| 110 | Становништво старосног доба 15 и више година са непотпуним средњим образовањем                   | 6182     |
| 111 | Мушко становништво старосног доба од 15 година и више са непотпуним средњим образовањем          | 3224     |
| 112 | Женско становништво старосног доба од 15 година и више са непотпуним средњим образовањем         | 2958     |
| 113 | Становништво старо 15 и више година са пуним секундарном образовањем                             | 23570    |
| 114 | Мушко становништво старосног доба од 15 година и више са пуним секундарном образовањем           | 11240    |
| 115 | Женско становништво старосног доба од 15 година и више са пуним секундарном образовањем          | 12330    |
| 116 | Становништво старије од 18 година са постосновним образовањем                                    | 32404    |
| 117 | Мушко становништво старије од 18 година са постосновним образовањем                              | 15761    |
| 118 | Женско становништво старије од 18 година са постосновним образовањем                             | 16643    |
| 119 | Просечна оцена школовања                                                                         | 8.07     |
| 120 | Просечан ниво образовања мушке популације                                                        | 8.26     |
| 121 | Просечан ниво образовања женског становништва                                                    | 7.9      |
| 122 | Економски активно становништво                                                                   | 62313    |
| 123 | Економски активна мушка популација                                                               | 41658    |
| 124 | Економски активна женска популација                                                              | 20655    |
| 125 | Становништво које није економски активно                                                         | 55675    |
| 126 | Мушко становништво које није економски активно                                                   | 13789    |
| 127 | Женско становништво које није економски активно                                                  | 41886    |
| 128 | Запослено становништво                                                                           | 59648    |
| 129 | Запослено мушко становништво                                                                     | 39551    |
| 130 | Запослено женско становништво                                                                    | 20097    |
| 131 | Незапослена популација                                                                           | 2665     |
| 132 | Незапослена мушка популација                                                                     | 2107     |
| 133 | Незапослена женска популација                                                                    | 558      |
| 134 | Становништво без права на здравствене услуге                                                     | 54363    |
| 135 | Становништво које има право на здравствене услуге                                                | 100087   |
| 136 | Становништво које има право на ИМСС                                                              | 43624    |
| 137 | Становништво које има право на социјално осигурање                                               | 14555    |
| 138 | Становништво које има право на државно социјално осигурање                                       | 215      |
| 139 | Становништво које има право на опште осигурање или здравствено осигурање за нову генерацију      | 41493    |
| 140 | Становништво које је било једном или није било у браку током 12 година и више                    | 41114    |
| 141 | Венчано или уједињено становништво од 12 година и више                                           | 65292    |
| 142 | Становништво које је било у браку или уједињено 12 година и више                                 | 11896    |
| 143 | Становништво са католичком религијом                                                             | 117142   |
| 144 | Протестанти, еванђелисти и библијски следбеници различити од еванђелиста                         | 26174    |
| 145 | Становништво са другим религијама различитим од претходних                                       | 48       |
| 146 | Становништво без религије                                                                        | 9890     |
| 147 | Укупно пописаних домаћинства                                                                     | 41045    |
| 148 | Пописна домаћинства на челу са мушкарцима                                                        | 29793    |
| 149 | Пописна домаћинства на челу са женама                                                            | 11252    |
| 150 | Становништво у пописним домаћинствима                                                            | 154344   |
| 151 | Становништво у пописним домаћинствима на челу са мушкарцима                                      | 117386   |
| 152 | Становништво у пописним домаћинствима на челу са женама                                          | 36958    |
| 153 | Укупно домаћинстава                                                                              | 50351    |
| 154 | Укупно насељених домаћинстава                                                                    | 41374    |
| 155 | Укупно приватних кућа                                                                            | 50022    |
| 156 | Насељени приватни домови                                                                         | 41045    |
| 157 | Укупно насељених приватних кућа                                                                  | 41364    |
| 158 | Ненасељене приватне куће                                                                         | 6762     |
| 159 | Појединачна домаћинства за привремену употребу                                                   | 2215     |
| 160 | Становници у насељеним приватним кућама                                                          | 154344   |
| 161 | Насељеност станара у приватним становима                                                         | 3.76     |
| 162 | Просечно становника по соби у приватним насељеним домаћинствима                                  | 1.12     |
| 163 | Појединачна домаћинства са подовима од различитих материјала од земље                            | 37110    |
| 164 | Појединачна домаћинства у приземљу                                                               | 3642     |
| 165 | Појединачна домаћинства са једном спаваћом собом                                                 | 17441    |
| 166 | Појединачна домаћинства са две спаваће собе и више                                               | 23344    |
| 167 | Појединачна домаћинства са једним собом                                                          | 4755     |
| 168 | Појединачна домаћинства са две собе                                                              | 8321     |
| 169 | Појединачна домаћинства са 3 собе и више                                                         | 27689    |
| 170 | Појединачна домаћинства која имају електрично светло                                             | 39949    |
| 171 | Појединачна домаћинства која немају електрично светло                                            | 856      |
| 172 | Појединачна домаћинства која имају водоводну воду у стамбеном простору                           | 35277    |
| 173 | Појединачна домаћинства која немају водоводну воду у стамбеном простору                          | 5485     |
| 174 | Појединачна домаћинства која имају тоалет                                                        | 39318    |
| 175 | Појединачна домаћинства која имају канализацију                                                  | 37972    |
| 176 | Појединачна домаћинства која немају канализацију                                                 | 2656     |
| 177 | Појединачна домаћинства која имају електрично светло, довод воде из јавне мреже и канализацију   | 33410    |
| 178 | Појединачна домаћинства без икаквих услова                                                       | 1311     |
| 179 | Појединачна домаћинства која имају радио                                                         | 29438    |
| 180 | Појединачна домаћинства која имају телевизор                                                     | 37076    |
| 181 | Појединачна домаћинства која имају фрижидер                                                      | 33134    |
| 182 | Појединачна домаћинства која имају машину за веш                                                 | 25470    |
| 183 | Појединачна домаћинства која имају аутомобил или комби                                           | 11256    |
| 184 | Појединачна домаћинства која имају рачунар                                                       | 8482     |
| 185 | Појединачна домаћинства која имају фиксну телефонску линију                                      | 10965    |
| 186 | Појединачна домаћинства која имају мобилни телефон                                               | 25196    |
| 187 | Појединачна домаћинства која имају приступ интернету                                             | 5142     |